# Рожин, Владимир Иванович
Владимир Иванович Рожин (21 февраля 1961, Нюксеница, Вологодская область) — советский и российский футболист, выступавший на позиции нападающего, российский футбольный тренер. Сыграл 26 матчей и забил 3 гола в высшей лиге СССР.

## Биография
Воспитанник футбольной школы «Металлург» (Череповец), тренер — Виктор Николаевич Репутацкий. На взрослом уровне начал выступать в 18-летнем возрасте в составе вологодского «Динамо», игравшего во второй лиге. Однако в вологодской команде не закрепился и вернулся в Череповец, становился лучшим бомбардиром местной команды в 1983 году (17 голов) и 1984 году (16 голов).
В 1985 году был приглашён в воронежский «Факел», вышедший в высшую лигу. Дебютный матч за команду сыграл 3 марта 1985 года против ленинградского «Зенита», выйдя на замену в перерыве вместо Владимира Березнова. 17 марта того же года забил свой первый гол за «Факел» в ворота «Арарата», оказавшийся победным в матче (1:0). Всего сыграл в высшей лиге 26 матчей и забил 3 гола, а его команда по итогам сезона вылетела в первую лигу.
После вылета «Факела» из высшей лиги футболист вернулся в Череповец, затем выступал за ряд других клубов первой и второй лиги — «Шинник», вологодское «Динамо», магнитогорский «Металлург», рыбинский «Вымпел» и чешскую «Вагонку» (Попрад). В конце карьеры выступал за череповецкие клубы на любительском уровне.
Является лучшим бомбардиром в истории череповецкого футбола в соревнованиях профессионалов (мастеров), забив более 60 голов.
После окончания карьеры в 1998—1999 и 2001—2002 годах работал главным тренером «Северстали», вывел команду из любительских соревнований во второй дивизион. Более десяти лет (до 2016 года) работал директором стадиона «Металлург» в Череповце. С 2017 года — в тренерском штабе любительского ФК «Череповец». В 2022, 2023 годах — главный тренер команды СК «Череповец» (игроки 2006 г. р.) — участницы ЮФЛ — Северо-Запад.